# Gancho anal

Gancho anal de aço inoxidável

Um gancho anal ou anzol anal é uma barra de metal curva e lisa, geralmente com uma bola de metal em uma extremidade e um anel na outra, usada para inserção no ânus humano para fins eróticos.